# مارغريت يوربان ووكر
مارغريت يوربان ووكر (بالإنجليزية: Margaret Urban Walker)‏ هي فيلسوفة أمريكية، ولدت في 8 أغسطس 1948.